# Сан-Марино Стедіум
Сан-Марино Стедіум (італ. San Marino Stadium) — футбольний стадіон, розташований у місті Серравалле, Сан-Марино. На ньому виступають  збірна Сан-Марино з футболу та футбольні клуби «Сан-Марино Кальчо» (грає у Серії С2) і «Ювенес-Догана» (грає у чемпіонаті Сан-Марино).

## Історія
Стадіон побудований у 1969 році. У 1985 отримав назву «Олімпійський» на честь проведення на ньому перших Ігор малих держав Європи під патронатом МОК. З 2 вересня 2014 року має назву «Сан-Марино Стедіум».

На території стадіону розташовані олімпійський басейн, тренувальні поля для футболу й баскетболу, а також штаб-квартира національного олімпійського комітету Сан-Марино.
Влітку 2009 року стадіон було реконструйовано, натуральний трав'яний газон був замінений на напівсинтетичний.